# لوحة صوتية

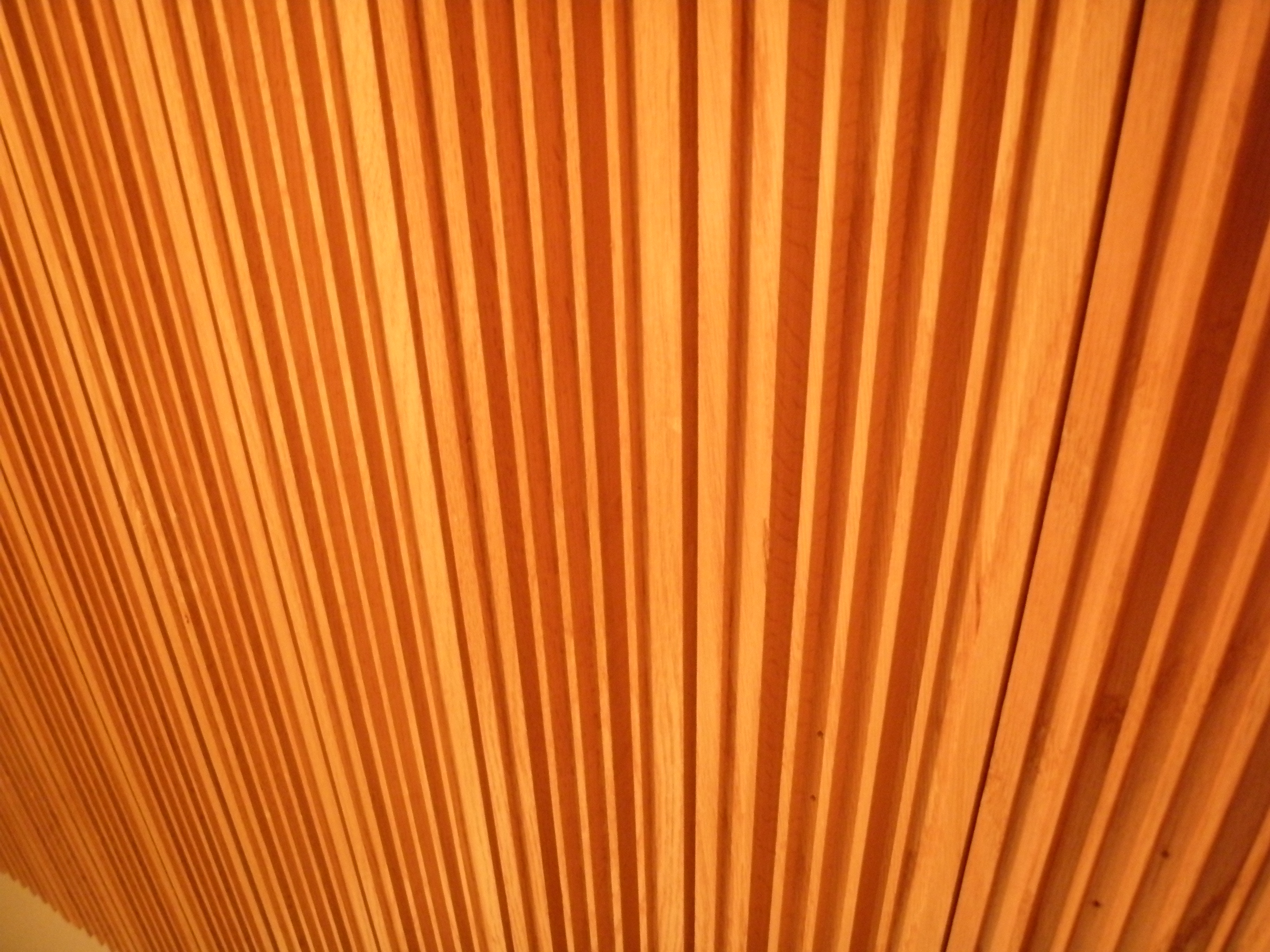
عازل للصوت في كابينة استوديو لعزل الصوت

اللَّوْحَةُ الصَّوْتِيَّةُ هِيَ لَوْحَةٌ مَصْنُوعَةٌ مِنْ مَوَادَّ تَمْتَصُّ الصَّوْتَ، وَهِيَ مُصَمِّمَةٌ لِتَوْفِيرِ عَزْلِ الصَّوْتِ. يَتِمُّ إِدْخَالُ مَادَّةٍ تَمْتَصُّ الصَّوْتَ بَيْنَ جِدَارَيْنِ خَارِجِيَّيْنِ وَيَكُونُ الْجِدَارُ مَسَامِيًا. وَهَكَذَا، عِنْدَمَا يَمُرُّ الصَّوْتُ عَبْرَ لَوْحَةٍ صَوْتِيَّةٍ، تَنْخَفِضُ شِدَّةُ الصَّوْتِ. يَتِمُّ مُوَازَنَةُ فِقْدَانِ الطَّاقَةِ الصَّوْتِيَّةِ مِنْ خِلَالِ إِنْتَاجِ طَاقَةٍ حَرَارِيَّةٍ.

## الاستخدامات
يَتِمُّ اسْتِخْدَامُهَا فِي الْقَاعَاتِ وَالْقَاعَاتِ وَقَاعَاتِ النَّدَوَاتِ وَالْمَكْتَبَاتِ وَالْمَحَاكِمِ وَفِي أَيِّ مَكَانٍ يَكُونُ فِيهِ عَزْلُ الصَّوْتِ ضَرُورِيًا. تُسْتَخْدَمُ الْأَلْوَاحُ الصَّوْتِيَّةُ أَيْضًا فِي صَنَادِيقِ مُكَبِّرَاتِ الصَّوْتِ.

## رابط خارجي
- معلومات أكثر عن اللوحات الصوتيّة